# Yollande Ebongo Bosongo
Yollande Ebongo Bosongo, né le 14 juillet 1973 à Kisangani dans la Tshopo, est une femme politique de la république démocratique du Congo. 
De 2019 à 2021, elle est ministre de la Fonction publique au sein du gouvernement Ilunga sous la présidence de Félix Tshisekedi.

## Biographie
Yollande Ebongo Bosongo est née à Kisangani dans la Tshopo, le 14 juillet 1973. Son père est Georges Ebongo Liuma et sa mère Joséphine Damari Bambalatiwe.

### Études
En 1990, elle obtient un diplôme d'État en pédagogie générale au lycée Bolingani de Kitambo à Kinshasa. Entre 1991 et 1997, elle étudie à l'université protestante au Congo à Lingwala et obtient un diplôme de licence en Administration des affaires et sciences économiques.
En 2009, elle poursuit ses études avec un DEA, à l'université de Kinshasa en économie publique et de développement.

### Carrière
En 2014, elle est nommée par Jean Bamanisa Saidi, alors gouverneur de la Province orientale, au poste de Commissaire du gouvernement provincial chargée de l’Économie, de l'Entreprenariat, du Commerce, de l'Industrie et du Développement.
Juste avant l’avènement du démembrement de la province orientale en 2015, Yollande Ebongo Bosongo devient directrice générale de l’Agence pour la promotion des Investissements et des Financements de la province Orientale (APIF/PO). Elle devient en 2016, directrice de cabinet adjointe du gouverneur Jean Ilongo Tokole,.
En août 2019, elle est nommée au poste de ministre de la Fonction publique du gouvernement Ilunga.
Ebongo Bosongo est candidate malheureuse aux dernières élections législatives dans la circonscription de la ville de Kisangani pour le compte du Mouvement social pour le renouveau (MSR en sigle).
Du point de vue politique, elle mène son combat sous le label de la plateforme politique le Front commun pour le Congo (FCC). Elle occupe le poste de Secrétaire exécutif national du Mouvement social pour le renouveau, parti dirigé par le secrétaire général François Rubota Masumbuko.
Elle est fondatrice de Malaïka, une structure qui a pour mission la valorisation de la femme congolaise en général et celle de la Province de la Tshopo en particulier.